# Hermann Koenig (Musiker)

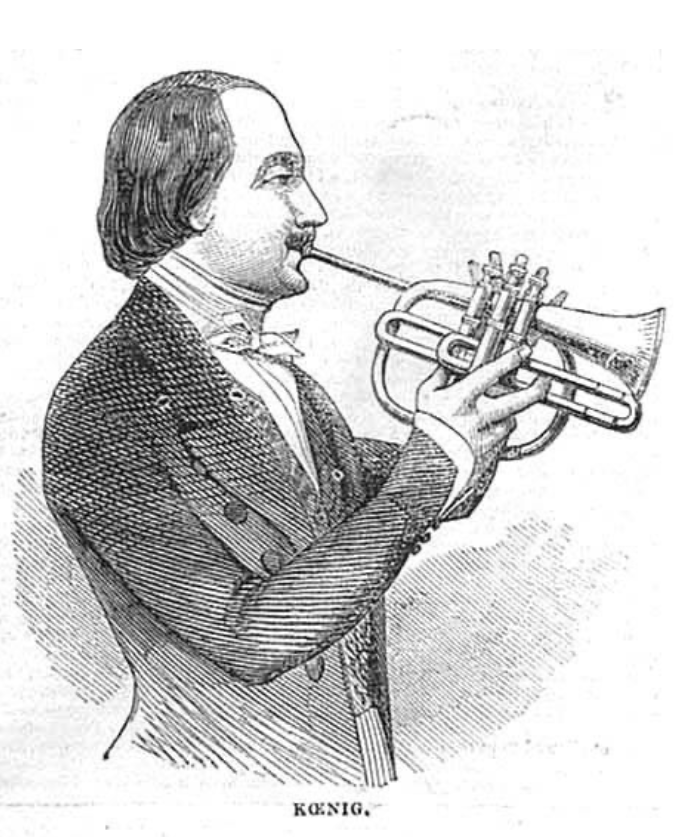
Hermann Koenig (1818–1857), anonyme Lithographie

Gottlob August Hermann Koenig, eigentl. König (* 27. April 1818 in Helmstedt; † 17. Dezember 1857 in Paris) war ein deutscher Kornett-Virtuose, Komponist und Metallblasinstrumentenmacher, der überwiegend in London lebte.

## Leben
Hermann König wurde am 27. April 1818 in Helmstedt als zweiter Sohn des Helmstedter Bürgers und „Stadtmusikus“ Heinrich Friedrich Wilhelm König und seiner Frau Johanne Wilhelmine Juliane geb. Hopstock geboren und in der St.-Stephani-Kirche getauft. Er war zunächst als Militärmusiker tätig, bevor er um 1840 nach London übersiedelte. Dort wurde er Solo-Kornettist im Orchester des Dirigenten und Impresarios Louis-Antoine Jullien (1812–1860), das vornehmlich Werke der populären Musik aufführte. Koenig prägte den Klang des Orchesters mit seinem Spiel ganz wesentlich und war der Meinung, dass das Kornett sich mit der menschlichen Stimme messen könne, wenn es gekonnt gespielt würde.
Die Konzerte von Julliens Ensemble, die im Sommerhalbjahr im Freien stattfanden, waren äußerst beliebt, und mehrfach unternahm das Orchester Gastspiele in anderen Ländern. 
Koenig war auch unter jenen 27 Musikern, mit denen Jullien im Juli 1853 in die USA reiste. In New York engagierte er noch zusätzlich 100 amerikanische Musiker und konzertierte mit diesem Orchester in „every town of importance in the United States“ (jeder bedeutenden Stadt in den Vereinigten Staaten). Dabei spielte Koenig auch Bearbeitungen klassischer Werke wie Beethovens Liebeslied Adelaide op. 46 mit großer Sensibilität: „Koenig rendered most pathetically Beethoven’s Adelaide, imparting to his instrument a certain tenderness and sensibility, which, heard usually only in the human voice, are exceedingly appealing.“ (Koenig interpretierte Beethovens Adelaide auf äußerst ergreifende Weise und verlieh seinem Instrument eine gewisse Zartheit und Sensibilität, die sonst nur bei der menschlichen Stimme zu hören ist und außerordentlich ansprechend ist.)
In einem Bericht aus New Orleans, wo das Orchester im Februar und März 1854 gastierte, heißt es: „The band is the finest ever heard in New Orleans, and includes some of the most renowned solo players in the world. I need only mention Koenig on the cornet-à-piston“ (Die Band ist die beste, die man je in New Orleans gehört hat, und hat einige der renommiertesten Solisten der Welt. Ich erwähne nur Koenig am Cornet-à-Piston). Wie dem Artikel weiter zu entnehmen ist, trat Koenig dort auch mehrfach als Dirigent auf.
Im Juni 1854 kehrten Koenig und Jullien nach Europa zurück.
Daneben betätigte sich Koenig als Instrumentenhändler und war Mitinhaber der Londoner Firma Pask & Koenig. Von seinen Kompositionen werden noch heute mehrere Werke aufgeführt, darunter sein Post Horn Galop, den er 1844 selbst zur Uraufführung gebracht hatte.
1857 starb Koenig unter ungeklärten Umständen „insane at Paris“ (verrückt in Paris).

## Veröffentlichungen
- Koenig’s Journal, mit Werken für Kornett und Klavier, 10 Bände, London 1846–1858 (Digitalisate)
- Tutor for the Cornet, Part 1, London, ca. 1840/50 (Digitalisat) – mehr nicht erschienen